# Буценко, Вадим Анатольевич
Вадим (Дмитрий) Анатольевич Буценко (13 июля 1965, Новокузнецк, Кемеровская область — 15 мая 2010) — советский и российский хоккеист, защитник. Тренер.

## Биография
Воспитанник новокузнецкого «Металлурга», начинал играть в команде второй лиги «Машиностроитель» / ШВСМ Киев (1982/83 — 1984/85). В концовке сезона-1984/85 провёл три матча за киевский «Сокол», который стал бронзовым призёром чемпионата СССР. 11 сезонов (1985/86, 1988/89 — 1997/98) отыграл за «Металлург». Выступал также за СКА Новосибирск (1986/87 — 1987/88), «Металлург-2» (1995/96 — 1997/98), «Кемерово» (1997/98).
Тренер в «Металлурге-2» (2002—2007), в школе «Металлурга» (2007—2009).
Скончался в мае 2010 года в возрасте 44 лет.